# Efectos sociales de la teoría de la evolución
Conforme ha sido desarrollada la explicación científica de la diversidad de la vida (rechazo implícito de la creación de los humanos descrita en la Biblia), ha llevado a un encendido debate entre creación y evolución en la educación pública, sobre todo en Estados Unidos. Uno de los primeros  efectos de la teoría de la evolución es que algunas personas se niegan 

## Evolución y ética
La teoría de la evolución por selección natural también ha sido adoptada como fundamento por diferentes sistemas éticos y sociales, como el darwinismo social, una idea popular en el siglo XIX, anterior a la publicación de «El origen de las especies». El darwinismo social mantiene que la supervivencia de los más aptos (frase acuñada en 1851 por Herbert Spencer 6 años antes de que Darwin publicara su teoría de la evolución) explica y justifica las diferencias de riqueza y éxito entre las sociedades y las personas. Una interpretación similar fue la eugenesia, creada por Francis Galton, primo de Darwin. Esta corriente de pensamiento mantenía que la civilización humana subvertía la selección natural al permitir la supervivencia y reproducción de los menos inteligentes y sanos. 
Defensores posteriores de esta teoría sugieren medidas sociales radicales y a menudo coercitivas, en un intento de «corregir» este desequilibrio. Thomas Huxley pasó mucho tiempo demostrando con una serie de experimentos que no solo sería inmoral, sino también imposible, Stephen Jay Gould y otros han argumentado que el darwinismo social se basa en conceptos erróneos de la teoría de la evolución, y muchos éticos lo consideran un caso del problema del ser y el deber ser. Después de que las atrocidades del Holocausto se vincularan a la eugenesia, esta corriente perdió el favor del público y la opinión científica, aunque nunca se aceptó universalmente, y en ningún punto de la literatura nazi se menciona a Charles Darwin o la teoría de la evolución.
En su libro El fin de la fe, Sam Harris argumenta que el nazismo fue sobre todo una continuación del antisemitismo cristiano. Jim Walker compiló una lista de 129 citas del Mein Kampf en las que Hitler se describe como cristiano, o bien menciona a Dios, Cristo o un pasaje bíblico. Otros argumentan que seis millones de las víctimas del Holocausto fueron asesinadas por su religión, no por su raza ni ninguna otra razón vinculada con el mecanismo de la evolución darwiniana. Hitler utilizó a menudo creencias cristianas como «los judíos mataron a Jesús» para justificar su antisemitismo.
La noción de que los humanos comparten ancestros con otros animales también ha afectado a la forma en que ciertas personas ven la relación entre los humanos y otras especies. Muchos defensores de los derechos de los animales mantienen que si  humanos y animales comparten la misma naturaleza, ambos deben gozar de los mismos derechos.
De hecho, Charles Darwin consideraba que la simpatía  era una de las más importantes virtudes morales, y que era producto de la selección natural, un rasgo beneficioso de los animales sociales (incluyendo al Homo Sapiens). Darwin argumentó además que por consecuencia, las sociedades más compasivas serían las más exitosas, y que nuestra simpatía debía extenderse a «todos los seres capaces de sentir».

### Thomas Huxley: Evolución y ética
Thomas Huxley, el bulldog de Darwin, dedicó buena parte de su ensayo «Evolución y ética» a desacreditar el darwinismo social punto por punto. Huxley comienza por refutar la ciencia en que se apoya el darwinismo social, y más adelante da paso a argumentos morales. Huxley termina presentando una serie de pruebas históricas en contra de esta teoría y afirma que el hecho de que ciertas cualidades se consideren virtudes o vicios depende de las circunstancias.
El 22 de octubre de 1996, en un mensaje a la Academia Pontificia de las Ciencias, el papa Juan Pablo II actualizó la posición de la Iglesia, reconociendo que la evolución es «más que una hipótesis»: «mi predecesor Pío XII ya había afirmado que no había oposición entre la evolución y la doctrina de la fe sobre el hombre y su vocación (…) Hoy, casi medio siglo después de la publicación de la encíclica, nuevos conocimientos llevan a pensar que la teoría de la evolución es más que una hipótesis. En efecto, es notable que esta teoría se haya impuesto paulatinamente al espíritu de los investigadores, a causa de una serie de descubrimientos hechos en diversas disciplinas del saber».

### Postura del islam sobre la evolución
Las figuras clásicas no han discutido el tema, ya que apareció en el siglo XIX. Las autoridades contemporáneas tienen opiniones encontradas. Una de ellas acepta la adaptación, o evolución en una microescala, dentro de una especie, pero no acepta la evolución entre especies, es decir, de una especie para formar otra, ya que el ser humano se considera milagroso. No obstante, este pensamiento tradicional no estaría en conflicto con la idea de que en la misma época en que fueron creados los humanos se crearon también seres con aspecto humano, lo que explicaría los registros fósiles de seres que parecen humanos pero no lo son. Otros opinan que puesto que la evolución es la explicación más simple, lo más razonable es aceptarla, pero reconociendo que no se produce de forma aleatoria, sino solamente con el permiso de Dios en cada etapa del proceso. Uno de los argumentos que apoya la idea de que la evolución es posible es el que afirma que las fases del desarrollo humano en la evolución son similares a las distintas etapas de desarrollo que menciona el Corán. Otra postura rechaza completamente la evolución cruzada entre especies en todos los organismos, pero acepta la adaptación (microevolución).

## Teoría de la evolución e izquierda política
Muchas de las figuras políticas de izquierdas nunca han hecho públicas sus ideas sobre la biología y por eso se desconocen sus opiniones sobre la teoría evolutiva. Hasta cierto punto, los marxistas son la excepción. Marx, Engels y Lenin apoyaban la teoría de Darwin. Marx envió a Darwin una copia de su libro El capital, aunque no hay constancia de que Darwin le contestara. El trabajo de Marx se basa en una idea materialista del mundo, que muestra las causas y efectos naturales en todos los aspectos de la economía y la sociedad humana. Marx consideraba que la obra de Darwin proporciona una explicación material similar para la naturaleza, y que eso apoya su propia visión del mundo.
La mayoría de los marxistas posteriores coincidían con esta idea, pero algunos –sobre todos los de los primeros años de la Unión Soviética– creían que la teoría evolutiva discrepaba con sus ideales económicos y sociales. Como resultado, acabaron apoyando el lamarckismo, es decir, la idea de que un organismo puede pasar a su descendencia las características que haya adquirido durante su vida, lo que condujo a la práctica del Lysenkoísmo, lo que causó problemas agrícolas.
En su libro El apoyo mutuo, el anarcocomunista Piotr Kropotkin argumenta que la cooperación y la ayuda mutua son tan importantes en la evolución de las especies como la competición y la lucha mutua, si no más.
En la izquierda moderada contemporánea, algunos autores como Peter Singer –en su libro A Darwinian Left («Una izquierda darwiniana»)– apoyan el darwinismo pero llegan a conclusiones políticas y económicas distintas a los observadores más conservadores. El libro El gen egoísta de Richard Dawkins tiene un capítulo titulado «Los chicos buenos terminan primero» en el que se intenta explicar el papel del altruismo y la cooperación en la evolución, cómo los animales sociales no pueden sobrevivir sin estos rasgos, y cómo los crea la evolución. Dawkins explica que cuando un animal se sacrifica o usa sus recursos para la supervivencia de otros miembros de la misma especie, lo hace, en cierta forma, impulsado por el «egoísmo» de sus genes, que sobreviven en otros animales. Por ejemplo, si una madre muere para salvar a tres de sus cachorros, sobrevivirá una copia y media de sus genes de promedio, porque hay un 50% de posibilidades de que un gen concreto esté presente en su descendencia. Dawkins también realizó un documental del mismo nombre en el que afirma haber añadido ese capítulo con la intención de contrarrestar las interpretaciones erróneas actuales del concepto de «supervivencia de los más aptos».

## La evolución respecto al darwinismo social y el imperialismo
El darwinismo social es un término despectivo asociado con la teoría del malthusianismo, desarrollada por el filósofo whig Herbert Spencer. Se relaciona con la teoría de la evolución, pero hoy se considera que esta relación no está justificada. El darwinismo social se expandió después aplicando «la supervivencia del más apto» al comercio y al conjunto de las sociedades humanas, lo que condujo a la justificación de la desigualdad social, el sexismo, el racismo y el imperialismo. No obstante, esas ideas contradicen las de Darwin, y los científicos y filósofos contemporáneos consideran que ni se desprenden de la teoría de la evolución ni hay datos que las sostengan.
El darwinismo social también se relaciona con el nacionalismo y el imperialismo. Durante la época del Nuevo Imperialismo, los conceptos de la evolución justificaban la explotación de las «razas inferiores sin ley» por las «razas superiores». Para los elitistas, las naciones fuertes estaban compuestas de personas blancas que tenían éxito a la hora de expandir sus imperios, y por tanto, estas naciones fuertes sobrevivirían en la lucha por la dominación. Con esta actitud, los europeos, a excepción de los misioneros cristianos, rara vez adoptaron las costumbres y lenguas de los pueblos que componían sus imperios. Por otra parte, los misioneros cristianos fueron los primeros en conocer a esos pueblos y en desarrollar sistemas de escritura para los idiomas locales que carecían de ella, esto con el fin de enseñar las doctrinas cristianas. Críticos con el darwinismo, fueron vehementes abolicionistas, y proporcionaron educación e instrucción religiosa a los nuevos pueblos con los que se relacionaban, ya que creían que educar a estas gentes era su deber como cristianos.